# Хохряков, Борис Сергеевич
Борис Сергеевич Хохряков (род. 11 мая 1950 года, Уфа, Башкирская АССР) — Председатель Думы Ханты-Мансийского автономного округа – Югры, Секретарь Регионального отделения Партии «Единая Россия», мэр Нижневартовска с 2003 по 2011 год.

## Биография
Борис Хохряков родился в Уфе в 1950 году. Отец, Сергей Иванович, работал токарем, фрезеровщиком, потом окончил техникум и в последние годы был заместителем начальника инструментального цеха Уфимского моторостроительного объединения. Мать, Александра Ивановна, домохозяйка. Есть сестра.  
В 1967 году поступил в Уфимский нефтяной институт, учился по специальности «Бурение нефтяных и газовых скважин», окончил учебу в 1972 году и получил квалификацию «горный инженер». Во время учебы работал помощником бурильщика сначала Усть-Балыкской конторы разведочного бурения № 1, а затем Нефтеюганского управления буровых работ. 
После окончания университета в 1972 десять лет проработал в Мегионской нефтеразведочной экспедиции. Начинал помощником бурильщика, затем стал бурильщиком, помощником бурового мастера, инженером-диспетчером, технологом районной инженерно-технологической службы, старшим инженером цеха испытания, начальником цеха испытания и в итоге стал начальником Мегионской нефтеразведочной экспедиции. 
С 1982 по 1987 год работал главным инженером объединения «Мегионнефтегазгеология», был начальником Восточно-Мегионской нефтегазоразведочной экспедиции. В 1987 году стал буровым мастером, начальником Аганской нефтегазоразведочной экспедиции в Новоаганске Тюменской области. Проработал там три года. 
В 1990 году стал председателем исполкома Нижневартовского районного Совета народных депутатов. Годом позже стал главой администрации Нижневартовского района и занимал эту должность до 1996 года. С 1994 по 1996 года был депутатом Думы Ханты-Мансийского автономного округа 1 созыва и председателем постоянной комиссии по бюджету, налогам и финансам. 27 октября 1996 года Хохряков, будучи главой администрации, был избран главой муниципального образования Нижневартовский район. 
В 1997 году получает звание Почетный доктор наук РЭА им. Г.В. Плеханова. 
В 2001 году вошел в состав Тюменской областной думы III созыва, был председателем постоянной комиссии по экономической политике и природопользованию. 
В 2003 году защитил кандидатскую диссертацию «Профессиональная культура муниципального чиновника в условиях становления местного самоуправления в современной России» в Уральской академии госслужбы. 
В декабре 2003 года стал главой города Нижневартовск, набрав 89% голосов. В марте 2009 года Хохряков был переизбран на второй срок снова набрав 89% голосов.  
С 2011 года секретарь Регионального отделения Партии «Единая Россия» (член партии с 2004 года) и председатель Думы Ханты-Мансийского автономного округа-Югры V и VI созывов.   
Избран по одномандатному избирательному округу № 18.   

## Личная жизнь
В 1972 году женился, через два года у семьи Хохряковых родилась дочь Елена. Валентина Ивановна Хохрякова, первая жена Бориса Хохрякова, работала заместителем начальника управления архитектуры и градостроительства администрации Нижневартовского района. Борис Хохряков прожил с женой 40 лет, овдовел в 2012 году. В 2014 году женился второй раз. Его жена, Ксения Букренева - директор Муниципального бюджетного общеобразовательного учреждения «Центр образования «Школа-сад № 7» города Ханты-Мансийска. У Бориса Хохрякова есть сын Борис, дочь Елена, а также две внучки: Елизавета и Дарья.

## Награды
- орден «Знак Почёта» (1986)
- медаль ордена «За заслуги перед Отечеством» II степени (1996)
- Заслуженный геолог Российской Федерации (1999)
- Почетный гражданин Ханты-Мансийского автономного округа – Югры (24 сентября 2020) — за выдающиеся заслуги в общественной и законотворческой деятельности, обеспечении благополучия и процветания Ханты-Мансийского автономного округа – Югры
- Орден Дружбы (2004)
- Орден Александра Невского (22 июля 2024) — за активную законотворческую деятельность и многолетнюю добросовестную работу
- Лауреат премии Ханты-Мансийского автономного округа – Югры „За выдающийся вклад в социально-экономическое развитие автономного округа“ (2010)
- Почётный гражданин Нижневартовского района (1998)
- Почётный гражданин города Нижневартовска (2008)
- Благодарность Правительства Российской Федерации (2005)
- Почётная грамота Государственной Думы Федерального Собрания Российской Федерации (2005, 2014)
- Почётная грамота Совета Федерации Федерального Собрания Российской Федерации (2010)
- медаль «Совет Федерации. 20 лет» (2013)
- Почётный знак Совета Федерации Федерального Собрания Российской Федерации «За вклад в развитие парламентаризма» (2019)
- Почетный знак Государственной Думы Федерального Собрания Российской Федерации «За заслуги в развитии парламентаризма» (2019)
- знак «Почётный строитель России» (2001)
- Знак «За заслуги перед округом» (2002)
- Почётный нагрудный знак Ханты-Мансийского автономного округа – Югры «За вклад в развитие законодательства» (2005)
- Почётная грамота Думы Ханты-Мансийского автономного округа (1998, 2003)
- Почётная грамота Губернатора Ханты-Мансийского автономного округа – Югры (2000, 2004, 2006, 2010)
- Благодарность Председателя Совета Федерации Федерального Собрания Российской Федерации (2016)
- Благодарственное письмо Губернатора Ханты-Мансийского автономного округа – Югры (2000, 2006, 2008)
- Благодарность Губернатора Ханты-Мансийского автономного округа – Югры (2012, 2017)
- Благодарственное письмо Тюменской областной Думы (2005, 2018)
- Медаль «За церковные заслуги перед Ханты-Мансийской епархией» II степени (2021)[15]